# Fejvadászok (film)
A Fejvadászok (eredeti cím: Hodejegerne)  egy 2011-ben bemutatott thriller, melynek rendezője Morten Tyldum, főszereplői Aksel Hennie és Nikolaj Coster-Waldau. A forgatókönyv Jo Nesbø azonos című regénye alapján készült.

## Cselekmény
Roger egy „fejvadász” (azaz csúcsvezetőket keres különféle cégeknek), és csodálatos élete van. A felesége meseszép és luxuskörülmények között élnek. Az egyetlen gond, hogy ez az élet bármikor összeomolhat, mert a fizetése kevés ahhoz, hogy még sokáig így éljen. Ezért Roger másodállásban műkincstolvaj, de még az is kevés, hogy minden kiadást fedezzen. Amikor tudtára jut, hogy egy nagyon nagy értékű tárgy került tőle nem messze, eldönti, hogy megszerzi magának. Ám hamarosan a vadászból üldözött vad lesz, és sosem látott körülmények közepette kell túlélnie a túlélhetetlent.

## Szereposztás
| Szerep          | Színész               | Magyar hangja (1. szinkron, 2013) |
| --------------- | --------------------- | --------------------------------- |
| Roger Brown     | Aksel Hennie          | Seszták Szabolcs                  |
| Diana Brown     | Synnøve Macody Lund   | Solecki Janka                     |
| Clas Greve      | Nikolaj Coster-Waldau | Dányi Krisztián                   |
| Ove Kjikerud    | Eivind Sander         | Juhász György                     |
| Lotte           | Julie R. Ølgaard      | Hámori Eszter                     |
| Jeremias Lander | Kyrre Haugen Sydness  | Király Adrián                     |
| Natasja         | Valentina Alexeeva    | Kis-Kovács Luca                   |
| Brede Sperre    | Reidar Sørensen       | Törköly Levente                   |
| Stig            | Nils Jørgen Kaalstad  | Elek Ferenc                       |
| Brugd           | Joachim Rafaelsen     | Varga Gábor                       |

## Fogadtatás
A Fejvadászok világszerte 15 699 707 dollár bevételt termelt. A Metacritic oldalán 72/100-on áll. Az IMDb-n 7,5/10 besorolást kapott, 108 000 szavazat alapján (2024).

## Érdekességek
Több mint félszáz országnak adták el a filmet, ami norvég csúcsot jelent.
Sokan hasonlítják a másik nagy sikerű skandináv A tetovált lány filmhez, könyvhöz és sorozathoz. A Fejvadászokban is utalnak rá, például az egyik alkalommal A lány, aki a tűzzel játszik megy a tévében.